# DSLAM
DSLAM (Digital Subscriber Line Access Multiplexer) — мультиплексор (модем) доступа цифровой абонентской линии xDSL.
Со стороны сети у него WAN-порты, а со стороны клиента — xDSL-полукомплекты (модемы), к которым подключается абонентская линия. На другом конце абонентской линии у клиента стоит абонентский полукомплект xDSL (модем) или IAD (Integrated Access Device — устройство интегрированного доступа). Последнее используется в случаях, когда по xDSL линии реализуется одновременная передача данных и голоса в цифровом виде, то есть VoDSL (Voice over DSL).